# 永保
永保（1081年3月22日~1084年3月15日）是日本的年號之一。使用這個年號的天皇是白河天皇。

## 改元
- 承曆五年二月十日（1081年3月22日） 改元永保。
- 永保四年二月七日（1084年3月15日） 改元應德。

## 出處
- 《尚書·仲虺之誥》：「……慎厥終，惟其始；殖有禮，覆昏暴。欽崇天道，永保天命。」
- 《尚書·梓材》：「……惟曰：欲至于萬年惟王，子子孫孫永保民。」

## 紀年、西曆、干支對照表
| 永保 | 元年   | 二年   | 三年   | 四年   |
| 公元 | 1081年 | 1082年 | 1083年 | 1084年 |
| 干支 | 辛酉   | 壬戌   | 癸亥   | 甲子   |

## 延伸阅读
[在维基数据编辑]
 《清史稿/卷345》，出自趙爾巽《清史稿》